# 아오야마촌 (아이치현)
아오야마촌(青山村)은 일본 아이치현 니시카스가이군에 설치되었던 촌이다. 현재의 도요야마정의 일부에 해당한다.